# Ribostamycin
Ribostamycin là một loại kháng sinh aminoglycoside-aminocyclitol được phân lập từ streptomycete, Streptomyces ribosidificus, ban đầu được xác định trong một mẫu đất từ thành phố Tsu, tỉnh Mie ở Nhật Bản. Nó được tạo thành từ 3 tiểu đơn vị vòng: 2-deoxystreptamine (DOS), neosamine C và ribose. Ribostamycin, cùng với aminoglycosid khác với tiểu đơn vị điều hành DOS, là một kháng sinh phổ rộng quan trọng với việc sử dụng chống lại vi rút suy giảm miễn dịch ở người và được Tổ chức Y tế Thế giới coi là một kháng khuẩn cực kỳ quan trọng., Việc kháng kháng sinh aminoglycoside, như ribostamycin, ngày càng được quan tâm. Các vi khuẩn kháng thuốc có chứa các enzyme làm thay đổi cấu trúc thông qua quá trình phosphoryl hóa, adenyl hóa và acetyl hóa và ngăn không cho kháng sinh có thể tương tác với RNA ribosome của vi khuẩn.

## Sinh tổng hợp
Quá trình sinh tổng hợp ribostamycin bắt đầu với đường, D-glucose, được phosphoryl hóa ở vị trí 6 để tạo thành glucose-6-phosphate. Enzym rbmA chứa một chuỗi di truyền tương ứng với liên kết NAD+ và xúc tác cho sự hình thành 2-deoxy-scyllo-inosose. Enzym rmbB sau đó xúc tác cho quá trình truyền 2-deoxy-scyllo-inosose thành 2-deoxy-scyllo-inosamine với L-glutamine và pyridoxal phosphate (PLP). Enzyme rbmC oxy hóa vòng thành 2-deoxy-3-amino-scyllo-inosose, sau đó được enzyme rmbB chuyển sang DOS. DOS sau đó được glycosyl hóa bởi glycosyltransferase rmbD với uridine diphosphate N-acetylglucosamine (UDP-Glc-NAc) để tạo thành 2'-N-acetylparomamine. Deacetylase, racJ, loại bỏ nhóm acetyl và tạo thành paromamine. Paromamine bị oxy hóa bởi enzyme rbmG và sau đó enzyme rmbH transaminate để tạo ra neamine. Neamine sau đó được ribosyl hóa để tạo thành ribostamycin., 